# Rhomballichthys punctatus
Rhomballichthys punctatus är en djurart som tillhör fylumet bukhårsdjur, och som först beskrevs av A. Greuter 1917. Rhomballichthys punctatus ingår i släktet Rhomballichthys och familjen Chaetonotidae. Inga underarter finns listade i Catalogue of Life.